# Filippo Doria
Filippo Doria var en genuesisk amiral. Han gjorde 1350 ett förhärjande sjötåg till de venezianska kusterna. 1355 bemäktigade han sig genom förräderi Tripolis, som levde i fred med Genua. Detta fick till följd att han för en tid blev landsförvisad av sina landsmän.